# Reinhardshagen
Reinhardshagen est une municipalité allemande située dans le land de la Hesse et l'arrondissement de Cassel.